# 378P/McNaught
378P/McNaught, komet Jupiterove obitelji